# Jordan Siebatcheu
Theoson-Jordan Siebatcheu, znany również jako Jordan Pefok (ur. 26 kwietnia 1996 w Waszyngtonie) – amerykański piłkarz pochodzenia francuskiego i kameruńskiego grający na pozycji napastnika we francuskim Reims oraz reprezentacji Stanów Zjednoczonych.

## Kariera klubowa
Siebatcheu jest wychowankiem Stade de Reims. W Ligue 1 zadebiutował 31 stycznia 2015 w meczu z Toulouse FC. W 2017 został wypożyczony do Châteauroux. W sezonie 2017/18 zdobył Ligue 2. W 2018 przeniósł się do Stade Rennais. W sezonie 2018/19 wygrał Puchar Francji. W 2020 trafił na wypożyczenie do BSC Young Boys. W 2021 został zawodnikiem tego klubu na stałe. W sezonie 2021/22 zdobył Swiss Super League. 30 czerwca 2022 podpisał kontrakt z Unionem Berlin.

## Kariera reprezentacyjna
Reprezentował drużynę Francji U-21. W dorosłej karierze zdecydował się jednak grać dla Stanów Zjednoczonych. W zespole zadebiutował 25 marca 2021 w meczu z Jamajką. Pierwszą bramkę dla kadry zdobył 3 czerwca 2021 z Hondurasem. Z reprezentacją wygrał Liga Narodów CONCACAF 2019/2020.